# Pierre Grunstein
Pierre Grunstein (París, 10 de març de 1935 és un productor de cinema, productor executiu, actor, productor delegat i director de cinema francès.

## Filmographie sélective

### Productor
- 1970: Le Cinéma de papa de Claude Berri
- 1972: L'Œuf de Jean Herman (director de producció)
- 1972: L'Odeur des fauves de Richard Balducci (director de producció)
- 1972: Les Charlots font l'Espagne de Jean Girault (director de producció)
- 1975: Le Mâle du siècle de Claude Berri
- 1975: La Course à l'échalote de Claude Zidi
- 1975: Un sac de billes de Jacques Doillon
- 1976: L'Aile ou la Cuisse de Claude Zidi
- 1977: Le Point de Mire de Jean-Claude Tramont
- 1976: Le Jouet de Francis Veber (director de producció)
- 1981: Le Maître d'école de Claude Berri
- 1983: La Femme de mon pote de Bertrand Blier
- 1983: Tchao Pantin de Claude Berri
- 1988: L'Ours de Jean-Jacques Annaud
- 2003: Les Sentiments de Noémie Lvovsky (productor delegat)
- 2004: San-Antonio de Frédéric Auburtin
- 2004: Alexander d'Oliver Stone
- 2005: Le Démon de midi de Marie-Pascale Osterrieth
- 2005: L'un reste, l'autre part de Claude Berri
- 2007: Le Scaphandre et le papillon de Julian Schnabel
- 2007: La Graine et le Mulet de Abdellatif Kechiche

### Ajudant de director
- 1961: La Quille de Jean Herman
- 1962: Ballade pour un voyou de Jean-Claude Bonnardot
- 1963: Le Joli Mai, de Pierre Lhomme i Chris Marker
- 1963: Muriel ou le temps d'un retour d'Alain Resnais
- 1963: Strip-teaseuses ou ces femmes que l'on croit faciles de Jean-Claude Roy
- 1964: Le Ciel sur la tête, d'Yves Ciampi
- 1965: Man die zijn haar kort liet knippen d'André Delvaux
- 1967: Capitaine Singrid de Jean Leduc
- 1967: Le Dimanche de la vie de Jean Herman
- 1967: Le Vieil homme et l'enfant de Claude Berri
- 1969: Mazel Tov ou le Mariage de Claude Berri

### Director
- 1974: Tendre Dracula

### Actor
- 1989: Chimère de Claire Devers: El pare d'Alice